# Euploea albicosta
Euploea albicosta är en fjärilsart som beskrevs av James John Joicey och Alfred Noakes 1915. Euploea albicosta ingår i släktet Euploea och familjen praktfjärilar. IUCN kategoriserar arten globalt som starkt hotad. Inga underarter finns listade i Catalogue of Life.